# 奥里奥洛
奥里奥洛（義大利語：Oriolo），是意大利科森扎省的一个市镇。总面积83平方公里，人口2614人，人口密度31.5人/平方公里（2009年）。ISTAT代码为078087。